# Dimas de Andrés Puyol
Dimas de Andrés Puyol (Valencia, 28 de marzo de 1985) es un empresario español, CEO de Medcap Real Estate y administrador de Iberfin Capital S.A. Según la revista Forbes, gestiona una de las 100 mayores fortunas españolas.

## Formación
Hijo de Francisco de Andrés Sales y María Amparo Puyol Lázaro, proviene de una familia valenciana que se dedica a las inversiones inmobiliarias desde los años `90. Estudió en el colegio Cumbres en Moncada, Valencia, donde tuvo una adaptación curricular por superdotación, que le hizo adelantar un año sus estudios. Luego se licenció en Derecho por la Universidad CEU Cardenal Herrera y se especializó en Real Estate Management en Harvard.
Jugó baloncesto a nivel profesional en la segunda división de España, pero varias lesiones provocaron su retiro a los 20 años de edad.

## Trayectoria profesional
A los 17 años De Andrés Puyol constituyó una filial de la compañía familiar matriz para el desarrollo y promoción de proyectos de parques solares fotovoltaicos a gran escala en España, Italia y USA (Texas).
En 2008, con 23 años de edad, se inició en la actividad inmobiliaria al fundar la filial Iberfin Capital S.A. con un capital social de 2 millones de euros.  Y en 2013 creó la promotora inmobiliaria Albaluz Desarrollos Urbanos, destinada a crear viviendas personalizadas a bajo precio.
Años más tarde, en 2015, la familia De Andrés Puyol creó la sociedad inmobiliaria Medcap Real Estate (con activos por 470 millones de euros); Dimas asumió como CEO de la nueva empresa con el objetivo de aglutinar las inversiones familiares y posicionarse en el sector inmobiliario dedicado a la compra y rehabilitación de inmuebles que posteriormente se alquilan o venden a grandes marcas.
Dentro del portfolio de activos de Dimas de Andrés Puyol se encuentra el Apple Store más grande de España ubicado en Barcelona, vendido en 2012 al empresario Amancio Ortega; Adidas Flagship en Madrid, vendido en 2017 al fondo internacional TRIUVA (Medcap conserva la gestión integral del edificio); el desarrollo integral de Louis Vuitton Flagship Store en Madrid y en Barcelona; Desigual Flagship Store en Barcelona; parques comerciales y hoteles, entre ellos el NH Collection en Madrid.
Como CEO de Medcap Real Estate, De Andrés Puyol se asoció en 2018 con el agente FIFA Vicente Forés Llácer y con futbolistas de élite de ligas europeas para crear un fondo de inversión denominado Sport Capital Partners, que invierte en locales comerciales en España y Portugal.
La revista Forbes y el periódico El Mundo lo mencionan entre las mayores fortunas de España. 

## Reconocimientos
En la III edición de los Premios COPE Castilla - La Mancha en 2018, De Andrés Puyol fue reconocido a través de Albaluz Desarrollos Urbanos, premiada como "joven empresa revelación del año".